# Philip Johan von Strahlenberg

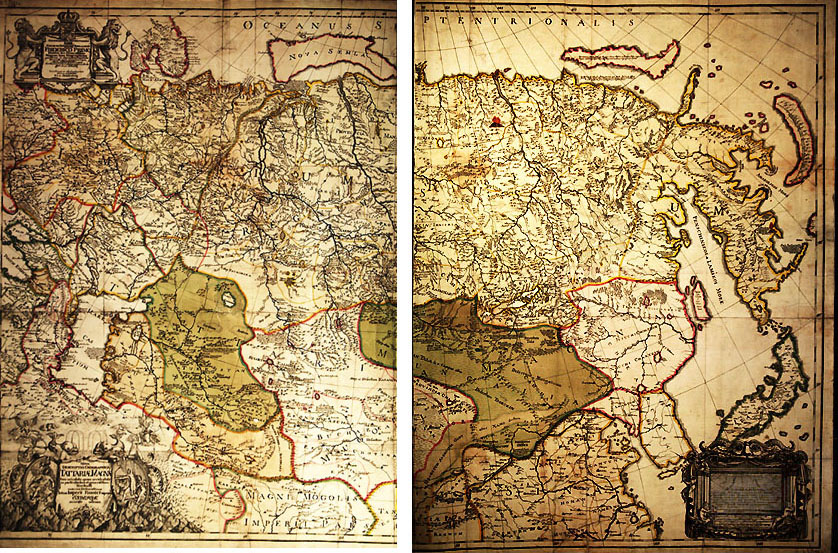
Mapa da Rússia em 1725, desenhado por Philip Johan von Strahlenberg e Johan Anton von Matern

Philip Johan von Strahlenberg (Stralsund, 1676 — 1747) foi um militar e geógrafo sueco de origem alemã.
Fez importantes contribuições para a cartografia da Rússia. Strahlenberg nasceu em Stralsund, que pertencia à Suécia, e seu nome original era Philip Johan Tabbert. Ele se juntou ao exército sueco em 1694 e foi promovido a capitão em 1703. Em 1707, ele foi enobrecido e tomou o nome von Strahlenberg.